# Red Hat
A Red Hat, Inc. é uma empresa dos Estados Unidos que disponibiliza soluções baseadas no sistema operativo (português europeu) ou sistema operacional (português brasileiro) GNU/Linux, incluindo o Red Hat Enterprise Linux, além de soluções de software de código aberto. Em 28 de Outubro de 2018, a IBM anunciou a compra da Red Hat por 34 bilhões de dólares.

## Fedora
O principal produto da Red Hat costumava ser o Red Hat Linux, que era vendido para uso privado e para empresas. Porém, em 2004 a Red Hat iniciou uma separação dos dois mercados. Com a criação do Red Hat Enterprise Linux, a Red Hat começou a concentrar os seus esforços no mercado das empresas, mais rentável, e após a versão 9, acabou com o desenvolvimento da versão pessoal, o ambiente desktop, que foi substituído pelo Fedora Linux, uma distribuição cuja atualização é mais rápida por ser aberta, com o envolvimento da comunidade, o Projeto Fedora, o qual passou a ser patrocinada pela Red Hat.

## Venda para IBM
Em outubro de 2018, A IBM realizou um acordo definitivo para compra da produtora de software Red Hat por 34 bilhões de dólares. Esse acordo ainda está sujeito à aprovação dos acionistas da fornecedora de software. Em julho de 2019 a aquisição foi concluída.